# Saijaku Muhai no Bahamut
Saijaku Muhai no Bahamut (最弱無敗の神装機竜 (Tối nhược Vô Bại Bahamut (Thần trang Cơ long)) Saijaku muhai no Bahamūto, dịch: "Bahamut yếu nhất bất bại") là series light novel Nhật Bản được sáng tác bởi Akatsuki Senri, do Kasuga Ayumu (tập 1 - tập 16) và Murakami Yuichi (tập 17 - tập 20) minh hoạ. Trọn bộ 20 tập truyện đã được SB Creative xuất bản dưới ấn hiệu GA Bunko kể từ ngày 12 tháng 8 năm 2013 cho đến ngày 6 tháng 8 năm 2020. Bộ truyện đã được ZGroup mua bản quyền tại Việt Nam và phát hành dưới ấn hiệu Uranix.
Một bản manga chuyển thể do Watanabe Itsuki sáng tác và Tadauri Fumi minh hoạ, được Square Enix đăng tải thông qua tạp chí trực tuyến Gangan ONLINE kể từ ngày 17 tháng 7 năm 2014 cho đến ngày 29 tháng 3 năm 2018. Hiện manga đã được tuyển tập thành 11 tập tankōbon. Một bộ anime truyền hình chuyển thể gồm 12 tập do studio Lerche sản xuất được phát sóng từ ngày 11 tháng 1 cho đến ngày 28 tháng 3 năm 2016.

## Cốt truyện
Cơ Long (機竜 Kiryū) là một bộ giáp cơ khí mô phỏng loài rồng huyền thoại. Vũ khí cổ đại này được phát hiện cách đây hơn 10 năm và khai quật từ 7 Ruin (遺跡 (Di tích)) - các tàn tích cổ đại trên thế giới. Sau đó con người phát triển nó thành bộ giáp chiến đấu hiện đại được gọi là Drag-Ride (装甲機竜 (Trang giáp Cơ long) Doragu Raido), và những người điều khiển nó để chiến đấu được gọi là Drag-Knight. Một dạng Drag-Ride thần thánh được gọi là Thần trang Cơ Long (神装機竜 Shinsō Kiryū), có sức mạnh vượt trội và những kỹ năng đặc trưng duy nhất, chỉ có những Drag-Knight có năng lực mới có thể điều khiển. Mỗi Thần trang Cơ Long là độc nhất vô nhị và không có bản sao nào khác.
5 năm trước, sau thời gian dài chịu sự áp bức của Đế quốc Arcadia, một cuộc đảo chính đã nổ ra. Đế quốc Arcadia bị lật đổ và Tân quốc Atismata được lập nên. Cựu hoàng tử Lux Arcadia phải chịu tội cho Đế quốc, nhưng được ân xá bằng khế ước làm dịch vụ cho người dân Tân Vương quốc để trả nợ. Trong một lần phải đi bắt con mèo ăn trộm trên mái, Lux lỡ rơi xuống phòng tắm của ký túc xá Học viện Nữ sĩ quan của Vương quốc (học viện đào tạo nữ sinh thành những Drag-Kight), nhìn thấy công chúa Lisesharte Atismata (Lisha) khỏa thân. Bị hiểu nhầm là biến thái, Lux bị Lisha tống vào tù. Hiệu trưởng Học viện là Relie Aingram vốn biết Lux nên đã cứu cậu khỏi nhà lao và cho cậu nhập học viện vì sự thiếu hụt nam Drag-Knight cho Vương quốc, nhưng lại bị Lisha phản đối. Lisha thách đấu với Lux trong một trận đấu Drag-Knight để quyết định cậu sẽ được nhập học hay lại vào tù. Khi trận đấu đang diễn ra thì Abyss - một dạng quái vật từ các Ruin - tấn công đấu trường. Lux lấy thân mình làm mồi nhử để Lisha tiêu diệt Abyss. Sau trận đấu, đôi bên làm hòa, Lisha cũng tiết lộ bí mật trên thân thể cô, là lí do chính vì sao cô thách đấu Lux, và đồng ý cho cậu được học tại Học viện. Lux bắt đầu cuộc sống mới tại Học viện, nơi mà vây quanh cậu toàn là con gái.

## Nhân vật
Lux Arcadia (ルクス・アーカディア Rukusu Ākadia)
Lồng tiếng bởi: Tamura Mutsumi
Lisesharte Atismata (リーズシャルテ・アティスマータ Rīzusharute Atisumāta)
Lồng tiếng bởi: Lynn
Krulcifer Einfolk (クルルシファー・エインフォルク Kururushifā Einforuku)
Lồng tiếng bởi: Fujii Yukiyo
Philuffy Aingram (フィルフィ・アイングラム Firufi Ainguramu)
Lồng tiếng bởi: Kubo Yurika
Celistia Ralgris (セリスティア・ラルグリス Serisutia Rarugurisu)
Lồng tiếng bởi: Taneda Risa
Kirihime Yoruka (切姫 夜架)
Lồng tiếng bởi: Ishigami Shizuka
Airi Arcadia (アイリ・アーカディア Airi Ākadia)
Lồng tiếng bởi: Ozawa Ari
Relie Aingram (レリィ・アイングラム Reryi Ainguramu)
Lồng tiếng bởi: Hikasa Yoko
Shalice Baltshift (シャリス・バルトシフト Sharisu Barutoshifuto)
Lồng tiếng bởi: Uchiyama Yumi
Tillfur Lilimit (ティルファー・リルミット Tirufā Rirumitto)
Lồng tiếng bởi: Izawa Shiori
Noct Leaflet (ノクト・リーフレット Nokuto Rīfuretto)
Lồng tiếng bởi: Takahashi Rie
Fugil Arcadia (フギル・アーカディア Fugiru Ākadia)
Lồng tiếng bởi: Osaka Ryota
Kreutzer Balzeride (バルゼリッド・クロイツァー Baruzeriddo Kuroitsā)
Lồng tiếng bởi: Majima Junji
Hayes (ヘイズ Heizu)
La Krushe (ラ・クルシェ Ra Kurushe)
Lồng tiếng bởi: Naganawa Maria

## Các chuyển thể

### Light novel
Trọn bộ 20 tập truyện đã được SB Creative xuất bản dưới ấn hiệu GA Bunko kể từ ngày 12 tháng 8 năm 2013 cho đến ngày 6 tháng 8 năm 2020.
| #  | Phát hành chính ngữ  | Phát hành chính ngữ | Phát hành tiếng Việt | Phát hành tiếng Việt                                |
| #  | Ngày phát hành       | ISBN                | Ngày phát hành       | ISBN                                                |
| -- | -------------------- | ------------------- | -------------------- | --------------------------------------------------- |
| 1  | 12 tháng 8 năm 2013  | 978-4-7973-7466-7   | 20 tháng 7 năm 2017  | 978-604-55-2362-9                                   |
| 2  | 15 tháng 11 năm 2013 | 978-4-7973-7551-0   | 21 tháng 6 năm 2018  | 978-604-55-2822-8                                   |
| 3  | 15 tháng 3 năm 2014  | 978-4-7973-7613-5   | 11 tháng 3 năm 2019  | 978-604-55-3327-7                                   |
| 4  | 15 tháng 7 năm 2014  | 978-4-7973-7682-1   | —                    | 978-604-55-9495-7                                   |
| 5  | 15 tháng 12 năm 2014 | 978-4-7973-7763-7   | —                    | — calling template requires template_name parameter |
| 6  | 15 tháng 6 năm 2015  | 978-4-7973-8320-1   | —                    | — calling template requires template_name parameter |
| 7  | 15 tháng 10 năm 2015 | 978-4-7973-8503-8   | —                    | — calling template requires template_name parameter |
| 8  | 15 tháng 1 năm 2016  | 978-4-7973-8612-7   | —                    | — calling template requires template_name parameter |
| 9  | 15 tháng 3 năm 2016  | 978-4-7973-8621-9   | —                    | — calling template requires template_name parameter |
| 10 | 15 tháng 7 năm 2016  | 978-4-7973-8624-0   | —                    | — calling template requires template_name parameter |
| 11 | 15 tháng 11 năm 2016 | 978-4-7973-8810-7   | —                    | — calling template requires template_name parameter |
| 12 | 15 tháng 4 năm 2017  | 978-4-7973-8811-4   | —                    | — calling template requires template_name parameter |
| 13 | 15 tháng 9 năm 2017  | 978-4-7973-9156-5   | —                    | — calling template requires template_name parameter |
| 14 | 15 tháng 12 năm 2017 | 978-4-7973-9157-2   | —                    | — calling template requires template_name parameter |
| 15 | 15 tháng 5 năm 2018  | 978-4-7973-9701-7   | —                    | — calling template requires template_name parameter |
| 16 | 15 tháng 9 năm 2018  | 978-4-7973-9842-7   | —                    | — calling template requires template_name parameter |
| 17 | 15 tháng 2 năm 2019  | 978-4-8156-0032-7   | —                    | — calling template requires template_name parameter |
| 18 | 15 tháng 6 năm 2019  | 978-4-8156-0249-9   | —                    | — calling template requires template_name parameter |
| 19 | 14 tháng 11 năm 2019 | 978-4-8156-0455-4   | —                    | — calling template requires template_name parameter |
| 20 | 6 tháng 8 năm 2020   | 978-4-8156-0630-5   | —                    | — calling template requires template_name parameter |

### Manga
Một bản manga chuyển thể đã được Square Enix đăng tải thông qua tạp chí trực tuyến Gangan ONLINE kể từ 17 tháng 7 năm 2014 cho đến ngày 29 tháng 3 năm 2018. Về sau manga được tuyển tập thành 11 tập tankōbon.
| #  | Ngày phát hành       | ISBN              |
| -- | -------------------- | ----------------- |
| 1  | 12 tháng 12 năm 2014 | 978-4-7575-4494-9 |
| 2  | 12 tháng 6 năm 2015  | 978-4-7575-4669-1 |
| 3  | 14 tháng 10 năm 2015 | 978-4-7575-4756-8 |
| 4  | 13 tháng 1 năm 2016  | 978-4-7575-4825-1 |
| 5  | 11 tháng 3 năm 2016  | 978-4-7575-4900-5 |
| 6  | 13 tháng 7 năm 2016  | 978-4-7575-5055-1 |
| 7  | 11 tháng 11 năm 2016 | 978-4-7575-5149-7 |
| 8  | 13 tháng 4 năm 2017  | 978-4-7575-5269-2 |
| 9  | 13 tháng 9 năm 2017  | 978-4-7575-5467-2 |
| 10 | 12 tháng 1 năm 2018  | 978-4-7575-5581-5 |
| 11 | 11 tháng 5 năm 2018  | 978-4-7575-5690-4 |

### Anime
Một bộ anime truyền hình chuyển thể gồm 12 tập, sản xuất bởi studio Lerche, do Andō Masaomi đạo diễn, Kakihara Yuuko biên kịch và Kurosawa Keiko thiết kế nhân vật. Phát sóng từ ngày 11 tháng 1 cho đến ngày 28 tháng 3 năm 2016. Nhạc mở đầu là "Hiryō no Kishi" (飛竜の騎士 (Phi long Kỵ sĩ)) do True thể hiện, còn bài hát kết thúc là "Lime Tree" (ライムツリー) do Nano Ripe thể hiện. Các bài hát được truyền phát trên Hulu.
Bộ anime đã được Sentai Filmworks, Madman Entertainment và MVM Films cấp bản quyền lần lượt tại Hoa Kỳ, Úc và Vương quốc Anh.